# Nina Ivanišin

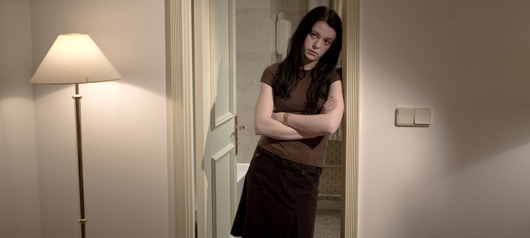
Nina Ivanišin slovensk skådespelerska född 1985

Nina Ivanišin (Maribor, 1985 é uma atriz eslovena. Ficou conhecida por protagonizar o filme Slovenian Girl.

## Filmografia
- Slovenian Girl (2009) - dirigida por Damjan Kozole[1]
- Just between us (2010) - dirigida por Rajko Grlić